# Tijdschrift voor Historische Geografie
Het Tijdschrift voor Historische Geografie (THG) is een Nederlands tijdschrift dat zich richt op het vakgebied van de historische geografie en landschapsgeschiedenis of landschapsarcheologie. In het tijdschrift komen ook aanpalende disciplines aan de orde, zoals architectuurgeschiedenis, monumentenzorg, archeologie, fysische geografie, stedenbouw, cartografie of historische ecologie. De insteek van artikelen in het tijdschrift is wetenschappelijk. Het THG richt zich ook op bijvoorbeeld docenten aardrijkskunde.

## Afsplitsing
Het THG is een opvolger van het Historisch-Geografisch Tijdschrift, dat uitgegeven werd door uitgeverij Matrijs. Matrijs bracht vanaf 2016 een tijdschrift op de markt onder de titel Het Nederlandse Landschap. Daarop besloot de redactie om over te stappen naar uitgeverij Verloren en THG uit te brengen. Van Het Nederlandse Landschap verscheen eind 2019 het laatste nummer. 
Sinds 2021 wordt het THG uitgegeven door de Amsterdam University Press, kortweg AUP.

## Redactie
De redactie bestaat uit Jaap Evert Abrahamse, Henk Baas, Sonja Barends, Thomas van den Brink (redactiesecretaris), Linde Egberts, Marty de Harde, Marcel IJsselstijn, Menne Kosian en Ingwer Walsweer.